# Laura Street
Laura Street (la rue du laura en français) est une rue de Jacksonville en Floride, orientée nord-sud. Dans le quartier de Northbank, Laura Street croise Independent Drive, Bay Street, Forsyth Street, Adams Street, Monroe Street, Duval Street et Church Street, et est le centre du quartier financier de la ville. Elle s'étend de l'extrême nord les quartiers de Springfield, à 12e rue (ou 12th Street), jusqu'à Independent Drive, dans Northbank.

## Galerie

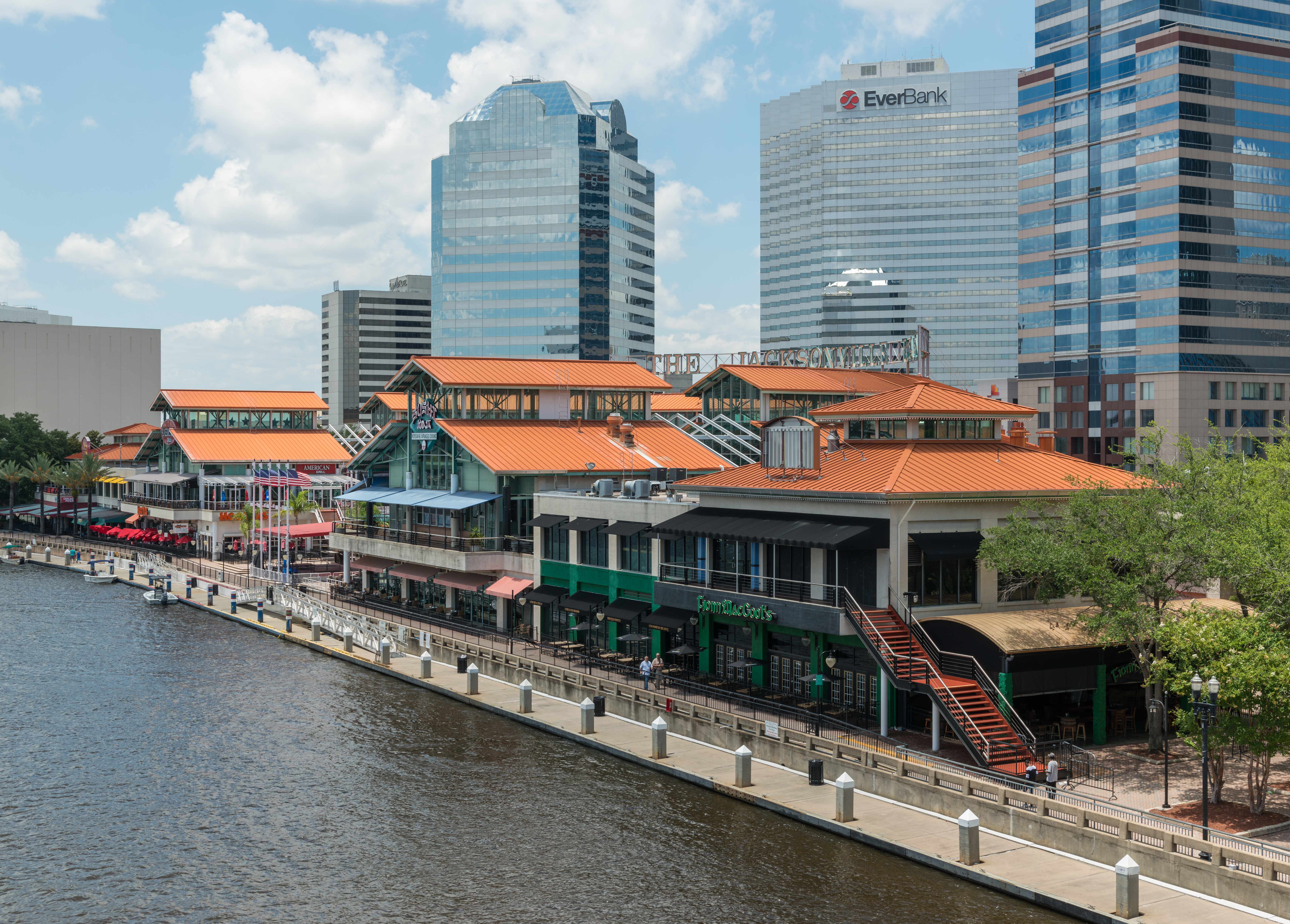
Jacksonville Landing et Riverwalk sur la St. Johns River
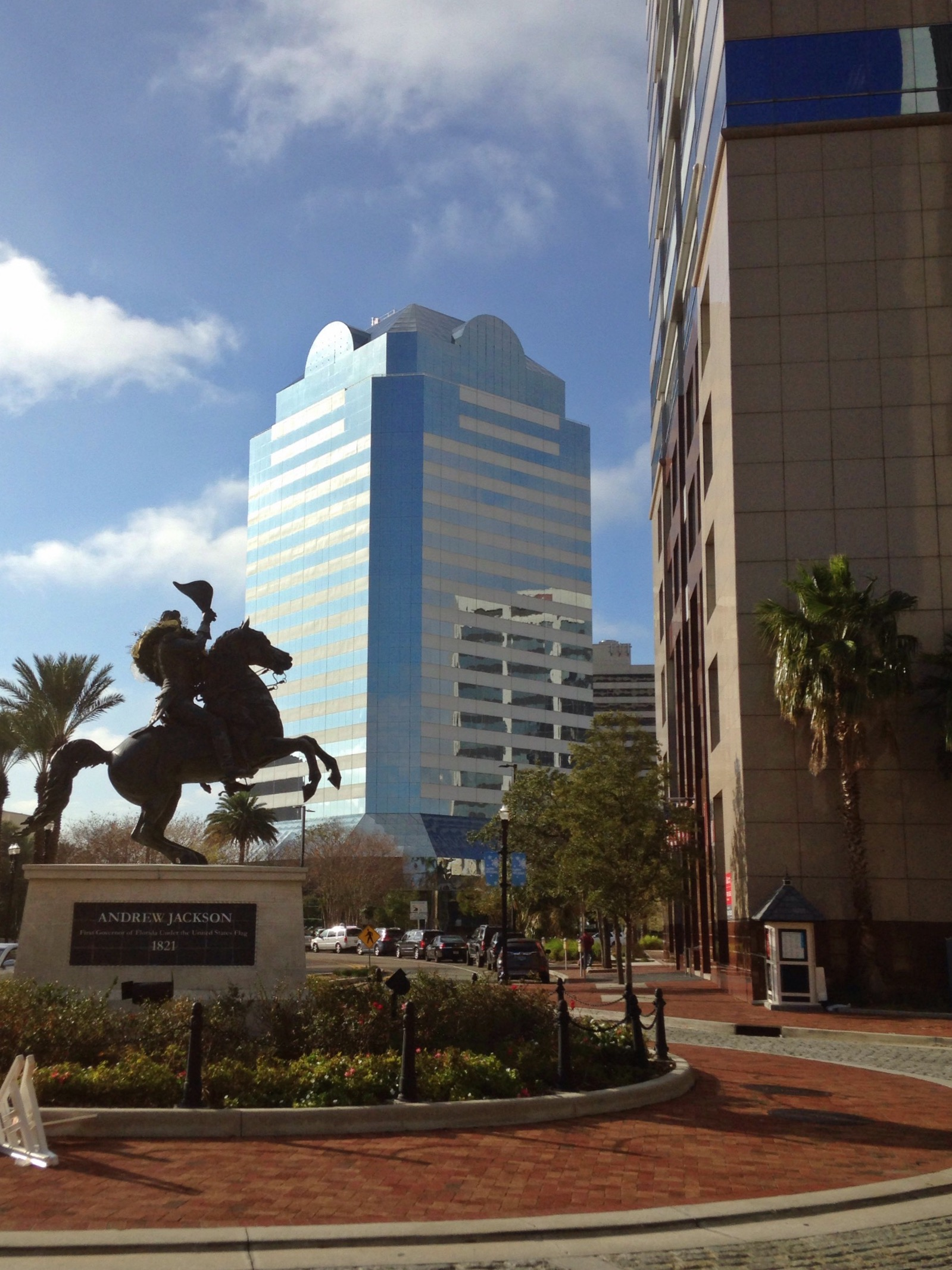
Statue d'Andrew Jackson au terminus de Laura Street à Independent Drive
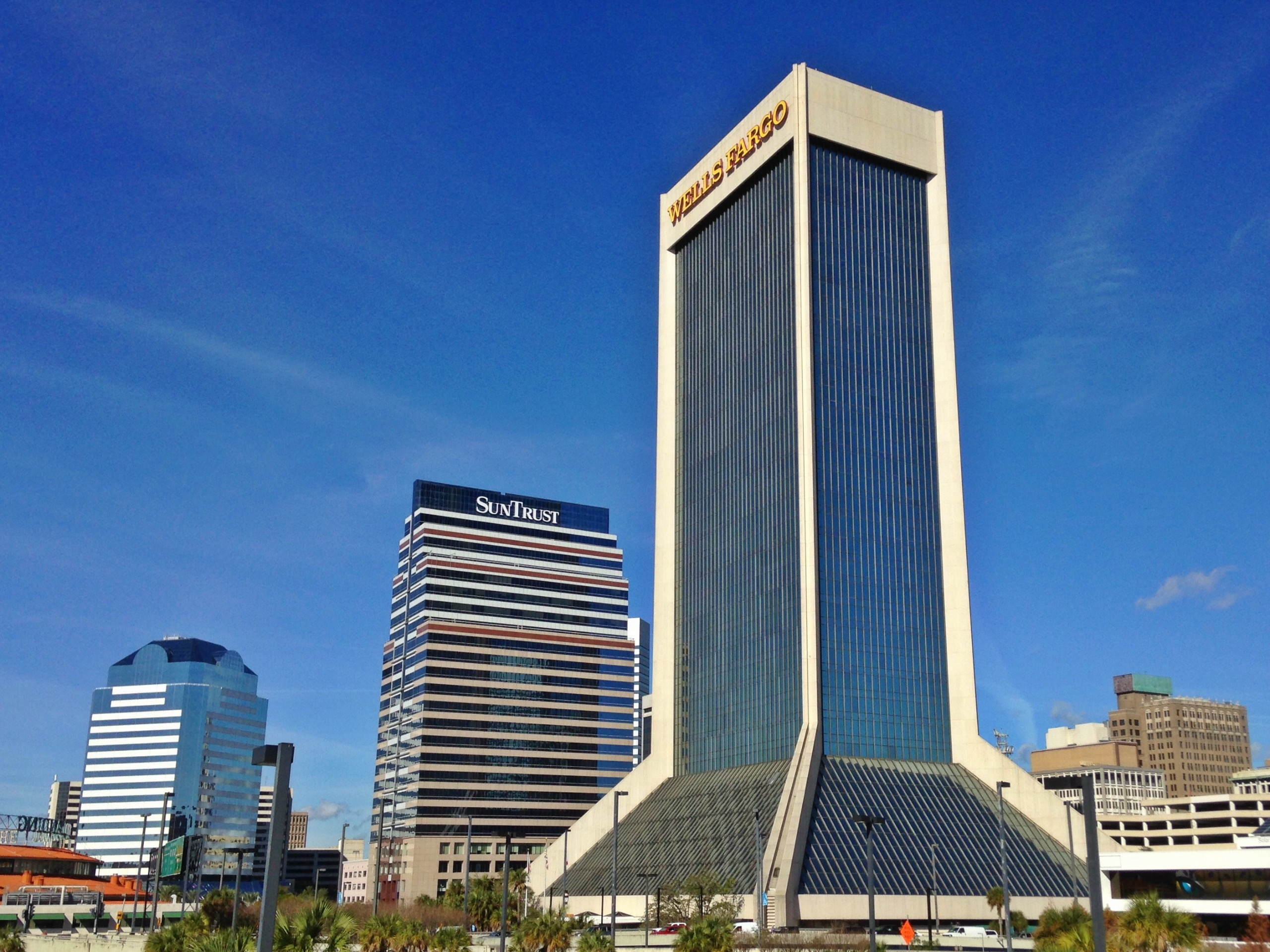
Wells Fargo Center
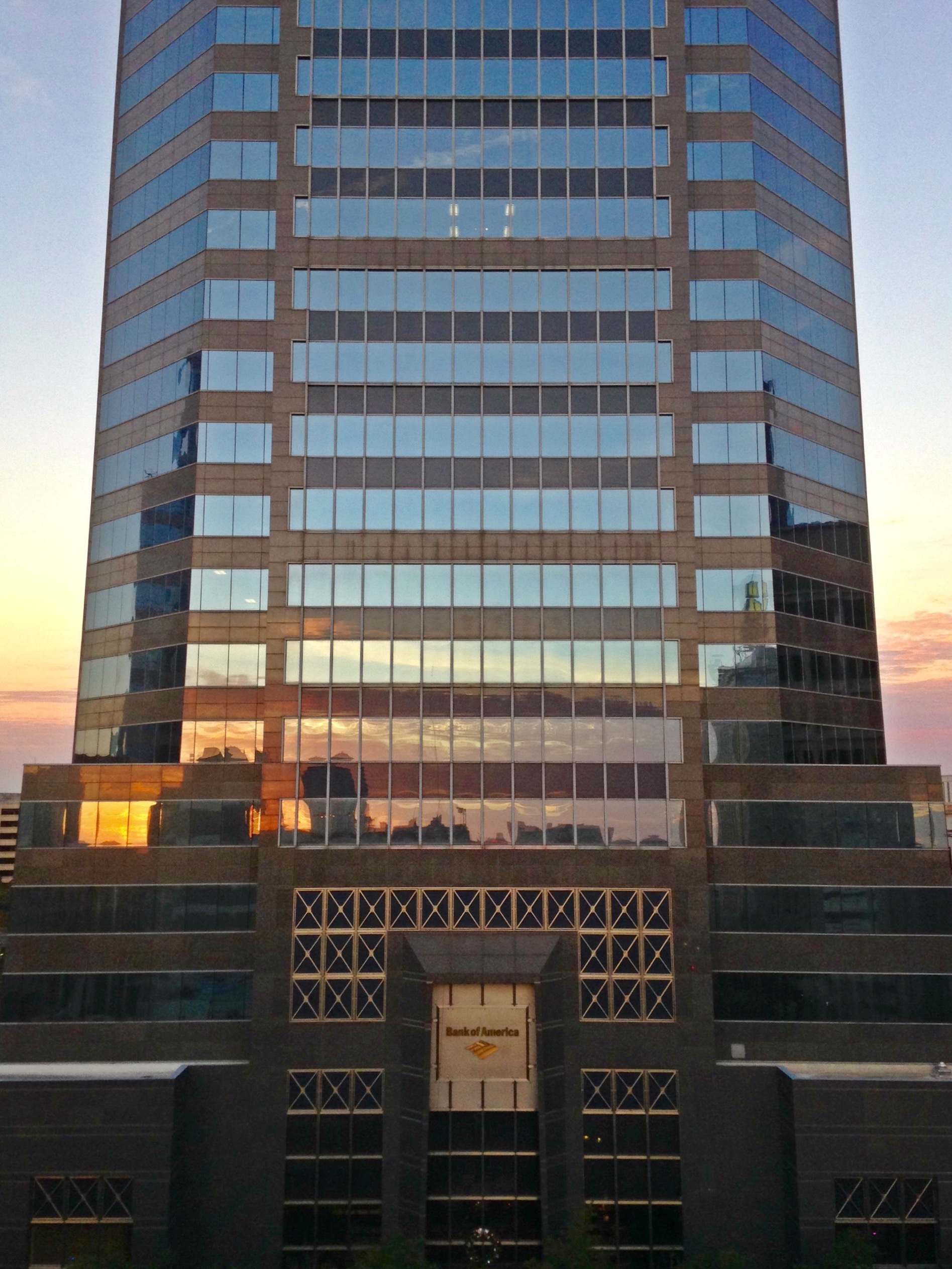
Laura Street entrée de la Bank of America Tower
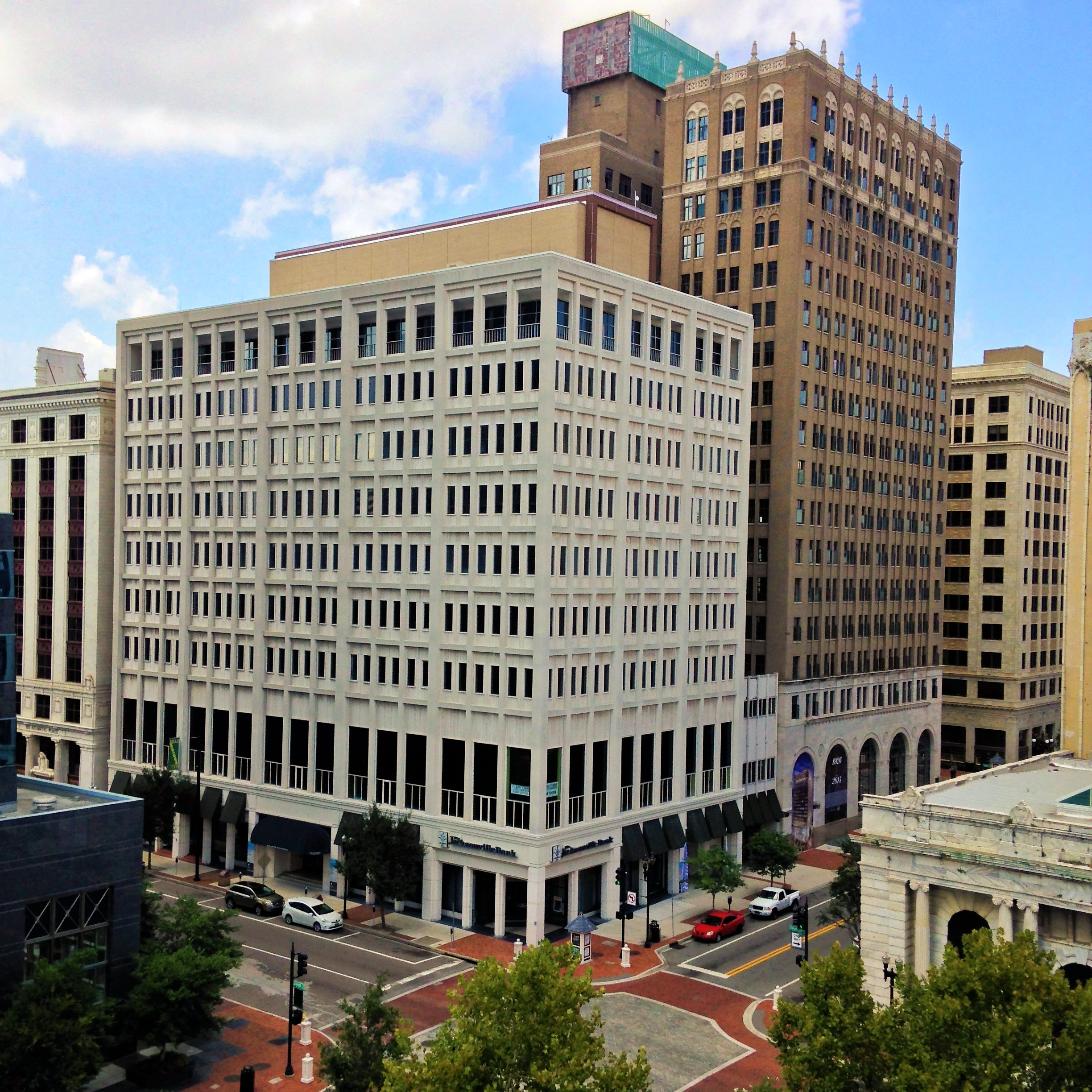
Intersection des rues Laura et Forsyth
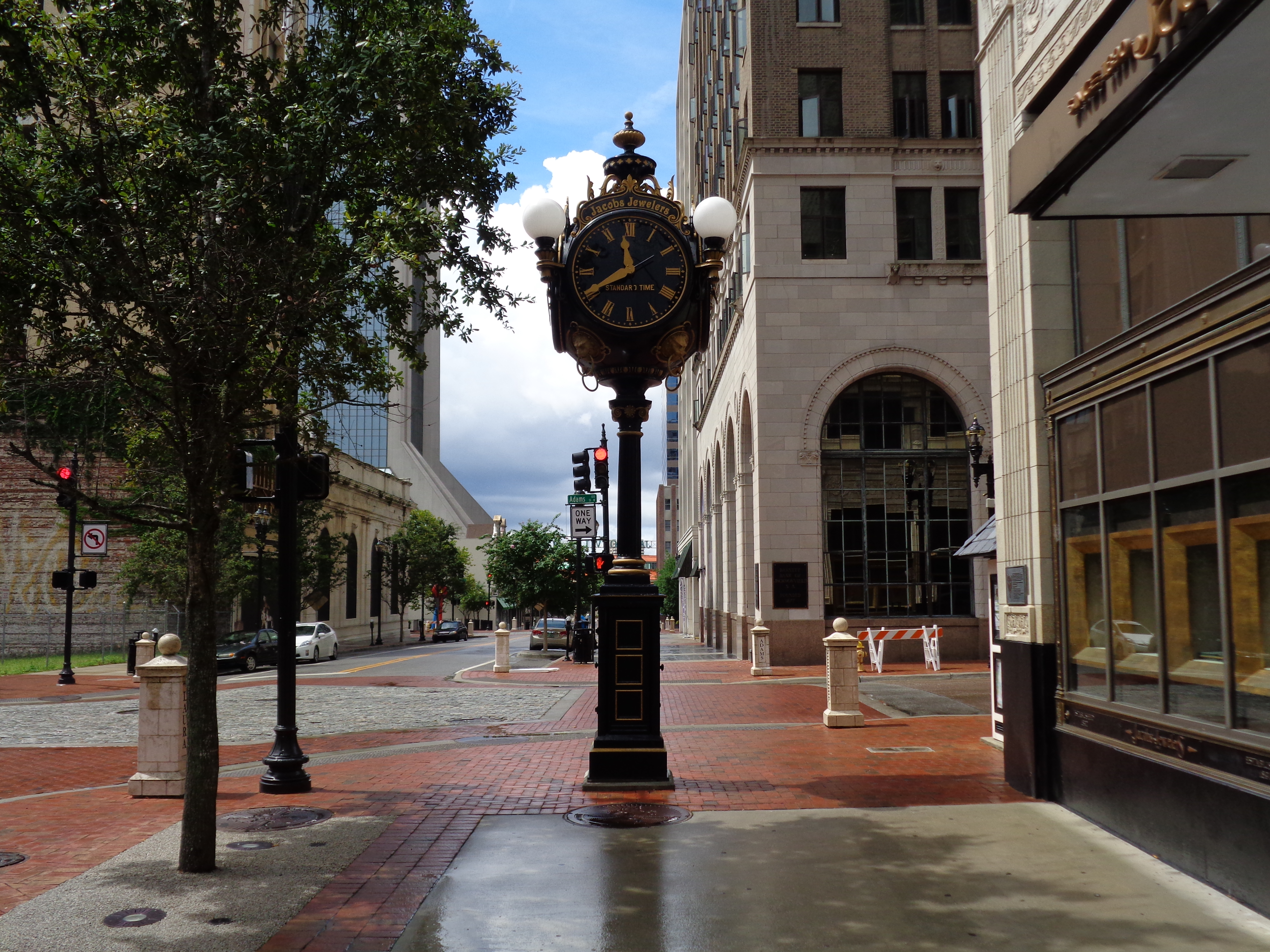
Jacobs Jewellers Horloge à l'angle de la rue Adams
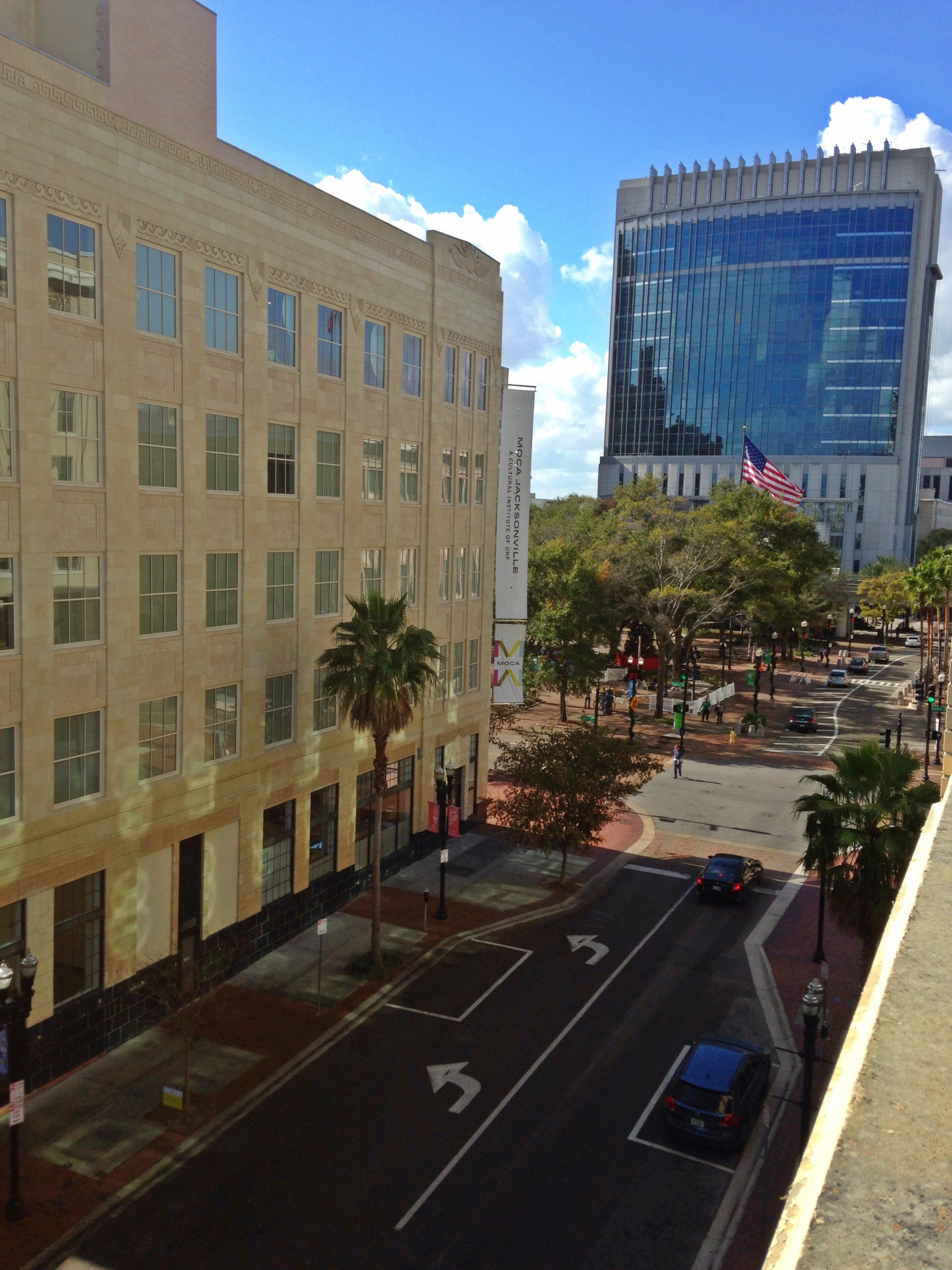
Musée d'art contemporain de Jacksonville